# Dallas Chaparrals 1968-1969
La stagione 1968-69 dei Dallas Chaparrals fu la 2ª nella ABA per la franchigia.
I Dallas Chaparrals arrivarono quarti nella Western Division con un record di 41-37. Nei play-off persero la semifinale di division con i New Orleans Buccaneers (4-3).

## Classifica
| Squadra                | V  | P  | %    | GB |
| ---------------------- | -- | -- | ---- | -- |
| Oakland Oaks           | 60 | 18 | 76,9 | -  |
| New Orleans Buccaneers | 46 | 32 | 59,0 | 14 |
| Denver Rockets         | 44 | 34 | 56,4 | 16 |
| Dallas Chaparrals      | 41 | 37 | 52,6 | 19 |
| Los Angeles Stars      | 33 | 45 | 42,3 | 27 |
| Houston Mavericks      | 23 | 55 | 29,5 | 37 |

## Roster
| N° | Naz.                   | Ruolo | Sportivo        | Anno | Alt. | Peso |
| -- | ---------------------- | ----- | --------------- | ---- | ---- | ---- |
|    | Stati Uniti (bandiera) | A     | Jim Ware        | 1944 | 201  | 95   |
| 6  | Stati Uniti (bandiera) | G     | Spider Bennett  | 1943 | 191  | 86   |
| 10 | Stati Uniti (bandiera) | G     | Glen Combs      | 1946 | 188  | 84   |
| 11 | Stati Uniti (bandiera) | G     | Nick Jones      | 1945 | 188  | 86   |
| 12 | Stati Uniti (bandiera) | GA    | Ron Boone       | 1946 | 188  | 91   |
| 16 | Stati Uniti (bandiera) | GA    | Cliff Hagan     | 1931 | 193  | 95   |
| 22 | Stati Uniti (bandiera) | A     | Bob Bedell      | 1944 | 201  | 93   |
| 24 | Stati Uniti (bandiera) | GA    | Charles Beasley | 1945 | 196  | 86   |
| 25 | Stati Uniti (bandiera) | C     | Larry Bunce     | 1945 | 213  | 109  |
| 31 | Stati Uniti (bandiera) | A     | Riney Lochmann  | 1944 | 198  | 98   |
| 35 | Stati Uniti (bandiera) | AC    | Cincy Powell    | 1942 | 201  | 100  |
| 43 | Stati Uniti (bandiera) | AC    | Manny Leaks     | 1945 | 203  | 102  |
| 43 | Stati Uniti (bandiera) | C     | Elton McGriff   | 1942 | 206  | 102  |
| 44 | Stati Uniti (bandiera) | AC    | John Beasley    | 1944 | 206  | 102  |
| 55 | Stati Uniti (bandiera) | C     | John Smith      | 1944 | 213  | 107  |

## Staff tecnico
- Allenatore: Cliff Hagan